# Henry Wallis

La muerte de Chatterton (1856). Tate, Londres.

Henry Wallis (Londres, 21 de febrero de 1830 - Londres, 20 de diciembre de 1916) fue un pintor prerrafaelista, un escritor y un coleccionista de arte británico. 
Se desconoce el nombre y el oficio de su padre. En 1845 su madre, Mary Anne Thomas, se casó con el próspero arquitecto Andrew Wallis, quien concedió el apellido a su hijastro. Henry tuvo una sólida formación artística. Fue admitido como aprendiz en la Royal Academy de Londres y en marzo de 1848 se matriculó en la Escuela de Pintura. En París, entre 1849 y 1853, estudió en el taller de Charles Gleyre y en la Academia de Bellas Artes de Instituto de Francia.
En 1856 Wallis exhibió en la Royal Academy de Londres su cuadro Death of Chatterton (La muerte de Chatterton, actualmente en el Tate), que tuvo inmediatamente gran éxito. En él representa el suicidio del poeta inglés Thomas Chatterton, quien se suicidó a los diecisiete años en 1770 y se convirtió en el prototipo del artista romántico. Este cuadro revela la sintonía de Wallis con los postulados de la Hermandad Prerrafaelista, tanto en el vibrante uso de los colores y de la luz (que entra por la ventana del fondo) como en el detallismo y simbolismo de los elementos. Wallis reprodujo en esta obra la buhardilla de la posada Gray donde el poeta se suicidó. El modelo que utilizó para la figura de Chatterton fue el joven escritor George Meredith. En 1858 la esposa de Meredith, Mary Ellen Nicolls, lo abandonó por Wallis. Nicolls murió tres años después.
Wallis se fue alejando de los principios del Prerrafaelismo para acercarse a los del realismo social, como sucede en su obra The Stonebreaker (El picapedrero, 1857, hoy en el Birmingham Museum & Art Gallery). 
Wallis tuvo 35 exposiciones en la Royal Academy. Al final de su carrera mostró gran interés por las acuarelas. Fue elegido miembro de la Royal Watercolour Society en 1878.
Murió casi ciego el 20 de diciembre de 1916 en el n.º 1 de Walpole Road, Croydon, Londres.